# Cyclodecanon
Cyclodecanon ist eine chemische Verbindung aus der Gruppe der Cycloalkanone.

## Gewinnung und Darstellung
Cyclodecanon kann ausgehend von 1,5-Cyclodecadien gewonnen werden, indem dieses zunächst einfach epoxidiert wird. Die verbleibende Doppelbindung wird hydriert. Durch hydrierende Isomerisierung mit Raney-Nickel kann das Epoxid dann in eine Carbonygruppe umgelagert werden. Möglich ist auch die Darstellung durch Hocksche Spaltung ausgehend von Decalin oder die Darstellung aus Sebacinsäurediethylester durch Umsetzung mit Natrium in einem Lösungsmittel.

## Eigenschaften
Cyclodecanon ist ein amorpher Feststoff.